# Pays-Bas caribéens
Îles BES
Ne doit pas être confondu avec les Antilles néerlandaises, les Caraïbes néerlandaises ou les territoires néerlandais d'outre-mer.
Bonaire, Saint-Eustache et Saba, appelés officieusement les Pays-Bas caribéens (en néerlandais : Caribisch Nederland, en papiamento : Hulanda Karibense ; en anglais : Caribbean Netherlands) ou encore les îles BES, sont, depuis le 10 octobre 2010, date de la dissolution de la fédération des Antilles néerlandaises, des organismes publics à caractère de municipalités spéciales (néerlandais : openbare lichamen) au sein de l'État des Pays-Bas, un des pays constitutifs du royaume des Pays-Bas.
Les trois îles ont de grandes différences culturelles et géographiques. Bonaire est située à l'est de Curaçao et d'Aruba, alors que Saint-Eustache et Saba se trouvent au sud de Saint-Martin et au nord-ouest de Saint-Christophe. On estime leur population à un total de 25 000 habitants, répartis de façon très inégale. Ces îles sont éloignées de la côte européenne des Pays-Bas d'environ 7 200 kilomètres.

## Gouvernement

Distance relative entre les Pays-Bas « européens » et les Pays-Bas caribéens

Les Pays-Bas caribéens sont, selon la loi néerlandaise, des « organismes publics » (néerlandais : Wet openbare lichamen Bonaire, Sint Eustatius en Saba). Les gouvernements de ces trois îles fonctionnent de facto en tant que « municipalités spéciales » des Pays-Bas (bijzondere gemeenten). Ces îles ont réintégré l'État néerlandais après la dissolution des Antilles néerlandaises le 10 octobre 2010. La loi décrit notamment l'organisation administrative, la composition et les pouvoirs dévolus aux conseils insulaires. La mise sur pied de ces organismes publics a été calquée sur le régime municipal néerlandais. La population est représentée au conseil insulaire qui est lui-même régi par un conseil d'administration (en néerlandais bestuurscollege) composé d'un lieutenant-gouverneur et de délégués insulaires.
Les Pays-Bas caribéens ne font partie ni de l'espace Schengen ni de l'Union européenne. Ils font partie des pays et territoire d'outre-mer de l'Union européenne conformément à l'annexe II du traité de Lisbonne. Depuis le 1er janvier 2011, la monnaie utilisée, le florin des Antilles néerlandaises, a été remplacée par le dollar américain. Cette décision avait été prise le 8 novembre 2008.

### Office national des Pays-Bas caribéens
L'Office national des Pays-Bas caribéens (en néerlandais Rijksdienst Caribisch Nederland), une agence administrative du gouvernement néerlandais, pourvoit à l'éducation, aux transports, à la sécurité publique, à la régulation de l'immigration, à l'administration et au prélèvement des taxes, à la santé et aux services sociaux sur ces trois îles.
Les Pays-Bas caribéens ne font partie d'aucune province néerlandaise et n'en forment pas une nouvelle. Les pouvoirs normalement dévolus aux gouvernements provinciaux néerlandais ont été répartis entre le gouvernement insulaire et le gouvernement central (l'Office national des Pays-Bas caribéens). En fait, plusieurs des lois néerlandaises comportent des clauses regardant leur application dans les Caraïbes. Le directeur actuel de cette agence gouvernementale se nomme Sybren van Dam.

## Culture et langues
Les différences culturelles notables entre les trois îles peuvent s'expliquer par leur histoire, leurs géographies particulières ainsi que leur éloignement de la partie européenne des Pays-Bas. À Bonaire, le papiamento est la langue la plus utilisée, suivi du néerlandais. À Saint-Eustache et Saba, la langue commune des habitants est l'anglais et néerlandais. Le néerlandais est langue officielle.

## Communications
Le fuseau horaire est UTC-4 et l'indicatif téléphonique international est le 599 (inchangé de l'ancien État des Antilles néerlandaises, donc partagé avec Curaçao). L'Organisation internationale de normalisation a assigné le code BQ à ces trois îles.